# Raymond Cicci
Raymond Cicci (* 11. August 1929 in Audun-le-Tiche, Département Moselle; † 20. Februar 2012 in Vias) war ein französischer Fußballspieler.

## Die Vereinskarriere
Der Nachkomme italienischer Einwanderer nach Lothringen war Arbeiter im Stahlwerk von Longwy, wo er nebenbei im Amateurbereich Fußball spielte. 1950 wurde Stade de Reims, das damals erst am Anfang seiner erfolgreichen Zeit stand, auf ihn aufmerksam und holte ihn zur Saison 1951/52 in die Champagne. Raymond Cicci eroberte sich fast auf Anhieb einen Stammplatz auf der Position des linken Läufers, die durch den Weggang von André Petitfils vakant geworden war, und hatte dabei auch keine Furcht vor großen Namen gezeigt: immerhin standen mit Marche, Jonquet, den Brüdern Paul und Pierre Sinibaldi, Méano, dem holländischen Goalgetter Bram Appel und Spielertrainer Albert Batteux etliche Nationalspieler in Reihen der Rot-Weißen – und mit Penverne und vor allem Raymond Kopa, der gleichfalls neu in Reims war, zwei weitere Spieler, denen man eine große Karriere vorhersagte. Ciccis ersten Saison als Profi endete mit einem 4. Platz in Frankreichs höchster Liga.
Bereits ein Jahr später (1952/53) war der junge Lothringer bereits französischer Meister und nach Saisonende zusätzlich Gewinner der Coupe Latine. Cicci hatte sämtliche Spiele in beiden Wettbewerben bestritten, einschließlich des Endspiels gegen den AC Mailand (3:0), und dabei einen so guten Eindruck hinterlassen, dass er kurz darauf auch in die Nationalelf berufen wurde.
1954 folgte ein zweiter Platz in der Liga, aber auch die Enttäuschung, dass er nicht zum französischen Aufgebot für die Fußball-Weltmeisterschaft 1954 gehörte. Aber schon 1955 konnte Cicci sich mit seinem zweiten Meistertitel trösten – und als dessen „Zugabe“ mit der Teilnahme an der allerersten Austragung des Europapokals der Landesmeister. Zwar bestritt er die ersten fünf Spiele, konnte wegen einer Verletzung aber nicht im Endspiel auflaufen, das Stade de Reims am 13. Juni 1956 „ohne Mittelfeld“ (auch Penverne war verletzt) gegen Real Madrid mit 3:4 verlor.
Nach einer durchwachsenen Saison 1956/57, die Reims als Tabellendritter beendete, wechselte er zum Zweitligisten Limoges FC, mit dem er ein Jahr später in die Division 1 aufstieg. Erfolge wie bei Reims waren dort allerdings nicht zu erzielen, und als der Klub aus dem Limousin 1961 wieder abstieg, beendete Raymond Cicci seine Profilaufbahn. Später ließ er sich im Languedoc nieder, trainierte von 1969 bis 1973 den Racing Club Agathois aus Agde und arbeitete als Sportlehrer.

### Stationen
- USB Longwy (bis 1951)
- Stade de Reims (1951–1957)
- Limoges FC (1957–1961)

## Der Nationalspieler
Im September 1953 bestritt Cicci sein einziges Länderspiel für die Équipe Tricolore (WM-Qualifikation in Luxemburg) und erzielte dabei ein Tor.

## Palmarès
- Französischer Meister: 1953, 1955
- Gewinner der Coupe Charles Drago: 1954
- Europapokal der Landesmeister: Teilnahme 1955/56
- Gewinner der Coupe Latine: 1953
- Insgesamt 222 D1-Einsätze und 8 Tore (165/6 für Reims, 57/2 für Limoges)
- 1 A-Länderspiel, 1 Tor

## Belege
1. ↑  FootballDatabase.eu, französisch, abgerufen am 31. Mai 2012

| Personendaten    | Personendaten                       |
| ---------------- | ----------------------------------- |
| NAME             | Cicci, Raymond                      |
| KURZBESCHREIBUNG | französischer Fußballspieler        |
| GEBURTSDATUM     | 11. August 1929                     |
| GEBURTSORT       | Audun-le-Tiche, Département Moselle |
| STERBEDATUM      | 20. Februar 2012                    |
| STERBEORT        | Vias, Département Hérault           |